# 菊池真以
菊池 真以（きくち まい、1983年4月28日 - ）は、日本の気象予報士、防災士、健康気象アドバイザー。ウェザーマップ所属。

## 経歴・人物
茨城県龍ケ崎市出身。茨城県立土浦第一高等学校、慶應義塾大学法学部政治学科を卒業した。
大学在学中に気象予報士の資格を取得した。学生時代よりウェザーニューズに所属し、気象予報士として活動している。
2015年4月より『NHKニュース7』の土日気象キャスターを務め、2017年11月6日から休暇中の平野有海の代役として同番組の平日気象キャスターを務め、2018年2月23日放送分を持って出産休暇入りした。
2021年4月現在、ウェザーマップに所属する。
LuckyFM茨城放送アナウンサーの菊地真衣とは名前が似ているため、SNS等で間違えられることがある。2020年12月29日「菊地真衣のこんなんで、いいのかYO!?」の番組300回記念に電話でゲスト出演している。

## 略歴
- 2006年2月14日 - 中村もえこと共にウェザーニューズ第2期おは天キャスターとしてデビュー（関東地区担当）。
- 2006年5月31日 - 任期満了にともないウェザーニューズ第2期おは天キャスターを卒業。
- 2006年10月 - 気象予報士資格取得。
- 2006年11月13日 - ウェザーニューズ社で収録したコラム「青森県の冬動向」が、青森朝日放送の報道番組で放映される（気象予報士資格を生かした初仕事）。
- 2007年1月14日 - ウェザーニュースお天気キャスターとして再登場。
- 2007年3月 - 慶應義塾大学卒業。
- 2007年6月 - テレビ埼玉「ごごたま」及び長崎国際テレビ「NNN Newsリアルタイム」（ローカルパート）に金曜日のみウェザーニューズ社とテレビ電話回線をつないで出演を開始する。
- 2007年10月30日 - ウェザーニュースのBSデジタル放送・CATV向け番組担当を卒業。
- 2007年12月 - 瀬戸内海放送「情報スパーク! KSBひるズ」に月曜日・金曜日のみウェザーニューズ社とテレビ電話回線をつないで出演を開始する。
- 2008年1月 - ウェザーニューズを退社。これにともない、テレビ埼玉、長崎国際テレビ、瀬戸内海放送への出演が終了した。
- 2008年4月 - NHK水戸放送局契約キャスター（2010年3月まで）[2]。
- 2010年3月 - 株式会社ウイングに所属。
- 2010年4月 - 東海テレビ「FNN東海テレビスーパーニュース」気象キャスター（2012年3月まで）。
- 2012年4月以降 - 古巣のウェザーニューズに戻る[5]。
- 2012年12月 - NHK大阪の気象キャスターとして出演（NPO法人気象キャスターネットワーク所属、2015年3月27日まで）。
- 2015年4月4日 - NHK総合で『NHKニュース7』の土曜・日曜気象キャスター（2017年11月5日まで）。
- 2016年11月 - 出身地である龍ケ崎市の魅力をPRする「龍ケ崎ふるさと大使」に任命[6]。
- 2017年11月6日 - 休暇中の平野有海の代役としてNHK総合『NHKニュース7』の平日気象キャスター[7]を担当。2018年2月23日放送分で自身の出産のため休暇入り。
- 2018年4月16日 - 自身のTwitterで女児を出産したことを報告した。

## 過去の出演番組
- ウェザーニュース（BSデジタル910ch、CSスカパー744ch）
- ごごたま(テレ玉、金曜日「ウェザー情報」担当)
- NNN Newsリアルタイム（長崎国際テレビ、ローカルパート：金曜日「天気予報コーナー」）
- 情報スパーク! KSBひるズ（瀬戸内海放送、月曜日「今週の天気」・金曜日「週末の天気」担当）
- FNN東海テレビスーパーニュース（東海テレビ、2010年3月29日 - 2012年3月30日）
- ぴーかんテレビ（東海テレビ、2010年7月14日）
- NHKニュース7 気象情報 土曜・日曜・祝日（NHK総合、2015年4月4日 - 2018年2月23日）

2017年11月6日から2018年2月23日まで、平野の代役として平日を担当。
- 首都圏ネットワーク 気象情報 （NHK総合・東京、2018年7月2日 - 2019年3月15日）
- 首都圏ニュース845 気象情報 （NHK総合・東京、2018年7月2日 - 2019年3月15日）

上記2番組と土曜・日曜・祝日の正午前と19時前の気象情報を3週間に一度ずつ担当。
- バゲット（日本テレビ、2022年12月 - 2023年3月）

### NHK水戸放送局時代
- FM水戸アップデート
- こんにちはいばらきわいわいスタジオ
- いばらきわいわいスタジオ
- ニュース（FM、デジタル総合テレビジョン）
- こんにちはいっと6けん
- ゆうどきネットワーク

### NHK大阪放送局時代
- おはよう関西
- ぐるっと関西おひるまえ

## 書籍
著書
- 『12ヶ月のお天気図鑑』河出書房新社、2015年4月25日。ISBN 978-4-30925-322-0。
- 『雲と天気大事典』あかね書房、2016年12月30日。ISBN 978-4-25108-291-6。
- 『ひまわり8号と地上写真からひと目でわかる 日本の天気と気象図鑑』誠文堂新光社、2017年7月13日。ISBN 978-4-41671-618-2。
- 『ときめく雲図鑑』山と渓谷社、2020年8月5日。ISBN 978-4-63520-246-6。
- 『ときめく図鑑Pokke！ ときめく雲図鑑』山と渓谷社、2025年3月5日。ISBN 978-4-635-05011-1。

ウェザーマップ名義共著
- 森朗（監修）、森田正光（監修）、ウェザーマップ『気候危機がサクッとわかる本』東京書籍、2022年4月24日。ISBN 978-4-487-81572-2。 NCID BC14192451。

監修
- 『気象予報士と学ぼう! 天気のきほんがわかる本（全6巻）』ポプラ社、2022年4月5日。ISBN 978-4-59191-946-0。

雑誌連載
- デジタルカメラマガジン「映える自然現象との出合い方」（2020年7月号 - 、インプレス）[8]